# 行銷長
行銷長（首席营销官）（英語：Chief Marketing Officer，亦作行銷總監），企業職銜，為企業、組織中，專門負責行銷事務、具決策權責的高階管理人員。
通常擔任此一職務者須陳請同一企業組織中的最高決策者之同意而開展公司的行銷事務。然而，大型企業如果設有行銷副總裁（Vice President of Marketing），同時設有行銷長之職，則兩者於職司與權責上，尚未有公訂明確的劃分。

## 職務權責
行銷長的主要負責範圍包括：銷售管理、產品開發、通路運籌管理、行銷溝通（包括廣告與促銷）、定價、市場調查和顧客關係管理。許多行銷長須構思和決定各種多面向的專門事務，這需要豐富的知識以便於歸納出各種利害並整理出正確的決策步驟。他們的挑戰來自於必須熟悉各項日復一日的例行事務，以利於練就出一種同時具備高度分析（定價和市場調查）至高度創意（廣告和促銷）的綜合能力，而所構思的行銷決策能經由屬下的確切執行和本身的領導力而發揮綜效。
除了克服領導部屬上的挑戰，他們也需要了解所服務的企業、組織內的資源，以便於達成內部共識後，決策得以帶動人力資源和物力資源上的支持。因此行銷長的首要任務是在洞悉企業本身資源（人力、物力、財力）和明瞭所負責的行銷事務之際，他們也必須掌握外部的市場結構、製造過程、資訊科技、法律、財經政策，以便於達成行銷目標。最後，行銷長比其他長官更需要的是能影響其同仁和共事者們。很明白地，由於他們必須能夠使共事者們認同其構思，而使得持異議者有了運作的空間，程度不一地將增加了正確的行銷決策和執行順序上的複雜程度。

## 職務挑戰
最終，行銷長須促進公司對內與對外的溝通；他們必須為達成營業目的（成本領先、差異化、專注）而努力。而面對溝通上的挑戰，執行長最需要的是時間。為了達成營收成長，他們需要在短時間內，完成各方面的溝通。2008年，美國商業雜誌富比士曾引述：行銷長平均在位期間，僅成長至28個月。此外，他們需具備創新思維；行銷長需要思索出實際的解決方案。這些努力如果沒有及時或適時反映在營收報表上，他們的競爭力和理念便會受到誤會。事實上，許多時候，行銷長必須證明，他們有能力突破現狀，以利企業的進一步成長。

## 外部連結
- 2009年行銷展望（英文）
- 《行銷長》雜誌 第一期 （页面存档备份，存于）（英文）
- The Role & Leadership Challenges of the Chief Marketing Officer: A Study of High-Tech CMOs （页面存档备份，存于）
- 行銷長高峰會 官方網站 （页面存档备份，存于）（英文）